# 巴东族
巴東族（ 緬甸語： [bədàʊɰ̃]），又稱喀倫族，為克耶族的一支，使用克耶語，屬漢藏語系中是藏緬語族的克倫語支。現在巴東族主要分布在泰緬邊界，緬甸於固壘有其傳統部落，因戰亂遷至泰國的巴東族人聚居於夜豐頌府。又因為巴東族女性會在頸部配帶銅圈，又有別稱為長頸族。巴東族的習俗是女子都在脖子上戴上铜圈。這些戴上銅圈的女子，一生只有三次機會可以摘下銅圈，分別是結婚、生子和死亡。在20世纪80年代末和90年代初，由於與緬甸軍政府的衝突，許多喀倫族逃到泰國的邊境地區。從而設立了許多難民營，其中長頸族生活的地區，成了旅游景點，依靠旅游收入自给自足，不需要財政援助。
巴東族人大多自稱為喀倫族，「巴東」是撣族人對一部份喀倫族人的稱呼，部份喀倫族人反對使用此名稱。
2020年估计世界人口约有147000人。大約500個長頸族人留在夜豐頌府向遊客開放的三個村莊裡，其餘的居住在難民營裡。

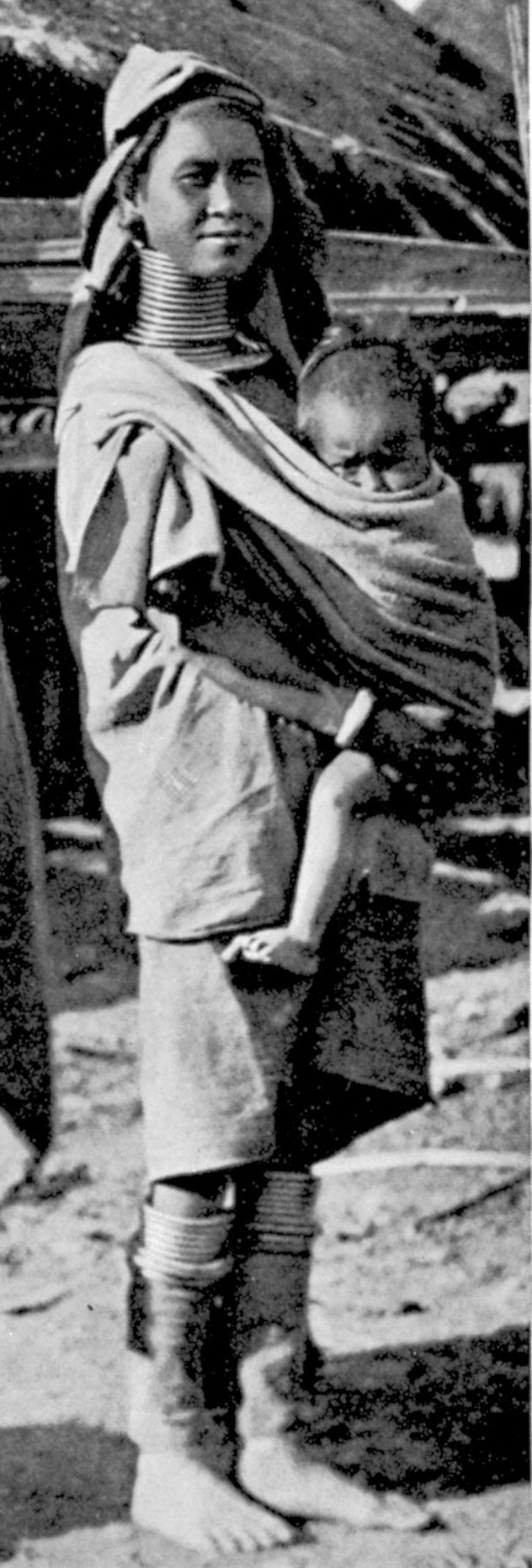
妇女和孩子，摄于1905年

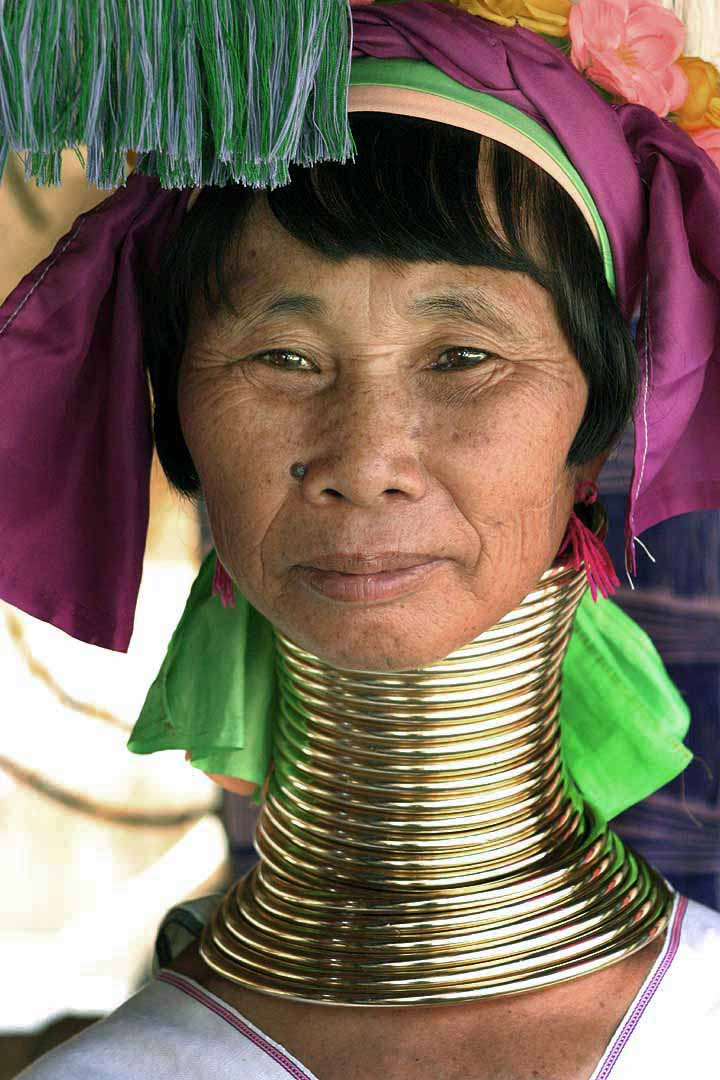
巴東族婦女

## 歷史
喀倫族原本是一支緬甸山區少數民族，在緬甸東部生活了好幾個世紀，他們向來居住於山區並以耕種自給自足維生，而族裡的女人一直都保持著在脖子套上銅環的傳統習俗。1990年代為了避開緬甸內戰尋求更安定和美好的地方生活，一群為數二三十人的巴東族人，翻山越嶺走了幾天幾夜來到泰北，定居於夜豐頌府的山區。他們雖然住在泰國北部的難民營裡，但仍在努力保持本民族的語言和傳統。讓女人在脖子上戴上銅項圈就是長頸族的典型習俗。

## 民族人口分布、語言

### 人口分布
巴東族為分布在泰緬邊境的民族。他們的傳統部落位於緬甸克耶邦首府壘固(Loikaw)的西北部，現今聚居在七個村庄，其中又以名為Bangpe的大村莊為中心，剩餘的村莊圍繞著Bangpe。現居在緬甸的巴東族有144000人。
在泰國北部也有約2800名的巴東族人，大概有500人居住於清邁、清萊以及夜豐頌府，以夜豐頌府為巴東族最大的落居地。剩餘的人口皆居住在難民營中。

### 語言
巴東語又稱做克耶語，其為漢藏語系中藏緬語族底下克倫分支的克耶語種。語言代碼為「pdu」
巴東族人用他們自己的語言稱自己為Kakaung意思是「住在山頂上的人」。巴東族的語言與緬甸的Lahta部落語言緊密相關。
全世界仍在使用此語言的人士，約有147000人。

## 文化習俗

### 銅環文化
依照長頸族的風俗習慣，女孩在5歲的時候就要在脖子和四肢套上銅圈。這1公斤的銅環，從十歲開始便每年在頸上多加一個，一直到二十五歲為止。在配戴之前，須經幾小時按摩，接著會有精通此道的人，幫長頸族人在頸上戴上銅圈。完成儀式後便會大肆慶祝，往後幾個月裡，女孩脖子上的銅圈不能拆除，等適應後，便要换成更緊的銅圈，並且要多加幾圈。這些铜圈的重量壓迫鎖骨使脖子伸長。長頸族人最多可戴至約二十幾個銅圈，重量約為五至十公斤。而這些銅圈需戴到青春期、身體完全定型為止。
這些環只能不斷往上添、而且終生都要佩戴著，她們一生中只有幾次把頸上的銅環取下來，那就是結婚、生子以及去世。通常她們不輕易讓外人看到取下銅環的樣子，即使親人丈夫也不例外。
從2006年開始已經有長頸族的年輕女性不再戴铜圈。但是，在泰國有許多巴東族的婦女出於經濟上的需要而繼續這種習俗。他們從緬甸的部落移居到泰國後，沿著泰緬邊界定居，但由於他們不是泰國公民，因此被禁止耕種土地。旅行社從中看到見了商機，利用巴東族銅環文化的特色，吸引遊客蜂擁而至，為了一窺“長脖子”婦女。

#### 傳說
大家對於這項女人配戴銅項圈的習俗起源眾說紛紜：
傳說一，們相信人類的祖先男人是龍、女人是鳳，龍和鳳是最尊貴和至高無上的，生在世上的喀倫族（Karen）人都要追求做龍做鳳，當他們將頸項脊椎骨拉得畸形變長，加上他們也在手臂和小腿也加了一圈圈的銅環，走起來就會像是像鳳凰騰飛的姿態。久而久之這就成為審核美麗的標準。
傳說二，脖子是人體最脆弱的地方，以前居民因惹怒了神靈，就派了老虎來吃女人。女人們爲了避免被猛獸咬傷脖子，所以在脖子上帶上一圈一圈的頸環來保護自己。
傳說三，男人是故意把自己妻子的脖子弄長的，為的是不讓她們被敵對民族擄走。
傳說四，長頸族最早居住緬甸境內﹐他們也是一個強悍的山族群﹐曾經占有很大的地方。他們也有酋長領袖﹐後來有一次與別的山族戰爭失敗﹐他們族人有的被屠殺﹐有的逃亡﹐退入深山野林。在逃亡中族人還帶走酋長唯一存活的小女兒﹐為了使族人有所認識﹐特別把野生籐紮成小項圈，套在小女孩頸上作為標誌。族人並發誓有朝一日回到他們的原住地﹐才把黃藤項圈脫下。以後他們族中的女孩子的頸上都套上籐圈﹐直至近代才改用黃銅項圈。
傳說五，此一說法是由男權主義思想遺留下來的，男人只要取下一隻銅圈，就可以立刻輕而易舉地殺死他的妻子。
不過有多數的說法大家並不是很認同。就像也有傳說，這些克倫人原本住在緬甸東部，以務農維生，與世無爭。而如今長頸族人生活在母系社會中，沒有人會再去探究這種習俗的由來，因為人們都把這看成是美麗與財富的象徵。也正是為了這個原因，長頸族人繼續在小女孩年滿5歲時開始為她們戴上銅項圈。

#### 清洗
長頸族人幾天才會清洗一次，並不會每天都清洗，在清洗時只有閨閏、密友幫忙清洗。家境好一點的人家會將棉質布料塞進銅環與頸部間的縫隙裡來回搓洗，而多數的長頸族女人都用自祖家傳秘方的草藥來清洗頸部。在晚上睡覺的時候也只取下後面的豎環，而其它環也不取下來。
而對於長頸族人來說頸上的銅圈為金屬物品，緬甸、泰北又位於熱帶氣候區，每到夏天當熾熱的陽光照射，銅圈便開始導熱，是一般人無法承受的熱度，有如受酷刑般的痛苦。而這些長頸族人為尋求解熱方法，只有到涼爽的河裡泡，才能讓銅圈降溫。假如不這樣做，即使天氣涼快下來，被陽光曬熱的銅圈仍會把一陣陣熱氣傳到全身。

## 經濟

### 傳統產業
傳統上，巴東族是從事自給自足的輪耕農業。到了1990年代中期，他們的經濟以維持生計為導向，會將生產的糧食、作物販賣到市場上換取現金。
因為中南半島屬熱帶季風氣候，雨量豐沛，巴東族的糧食作物主要以種植水稻，通常在雨季(3月到4月)時，會放火燒稻田且開始種植水稻。到了10月份為稻米成熟期，此時是進行採收的季節，11月份會將稻穀脫粒，將稻米儲存在糧倉中。巴東族的傳統儀式時間也與水稻的生長週期相關。
經濟作物有茶、玉米、豆類、山藥、地瓜、胡椒、辣椒等。
巴東族的男性為了生計也會利用彈弓、陷阱與槍枝捕獵到山中狩獵，主要獵物有鳥、松鼠、蜥蜴、鹿和野豬。
在畜牧上，巴東族也會飼養水牛、牛、豬、雞。水牛與牛視為生產工具，水牛用於生產稻米，牛隻用來拉車；而豬被用於婚禮、葬禮和世襲儀式等儀式上；雞也會被用於儀式中。雞和豬皆是會被販賣到市場上的牲畜。

### 性別分工
在巴東族的婦女負責採集糧食、藥草和木材，並從事務農、捕魚的工作。家中的牲畜豬與雞還有飲食也都是由婦女負責。同時她們也擅長織布，在過去的婦女們會自己軋棉、攪打、紡棉、染色與織綿。但是在現在大多婦女都是到市集中買棉線。家中的衣物、毛毯與包包皆會用傳統巴東族具有象徵意義的圖案編織而成。
族中的男性成員，會捕魚打獵、務農和操作與建築業相關的工作。

### 現況
長頸族的收入來源主要是販售相關的紀念物品以及自製的圍巾等。每年從11月到第二年的2月，天天都有大約200名遊客來到泰國為長頸族人設立的難民營參觀。在距泰缅邊界只有幾公里的夜風頌省，遊客要進入難民營每人需缴35法郎。
關於長頸族的特色是其他國家中鮮少所聞的，因此長頸族的文化也被列入國家觀光景點之中，但當地政府對於長頸族的待遇卻是相當不合理，甚至可以說在利用長頸族來賺取高額的觀光費。泰國人為了光觀收入，向進到村子裡的遊客收取觀光費，但族人只能拿到總收入的一半，其餘的都落入了泰國人的手中。1997年還曾強行帶一些克倫族（Karen）婦女到泰國北部的帕堯難民營去展覽。在那裡，遊客花上幾個小錢就可以滿足自己的好奇心，但卻沒有人真正關心這些緬甸長頸女的命運。